# Kurt Abrahams
Kurty Abrahams (Kaapstad, 30 december 1996) is een Zuid-Afrikaans voetballer die als aanvaller speelt. Sinds juli 2021 staat hij onder contract bij het Belgische KMSK Deinze.

## Carrière
Op vijftienjarige leeftijd kwam Abrahams bij Cape United FC. In 2015 testte hij op een jeugdtoernooi in België bij Újpest FC en STVV. Hij zou nog enkele maanden bij STVV blijven alvorens een driejarig contract te tekenen. In 2017 stroomde Abrahams door vanuit de jeugdopleiding van Sint-Truidense VV naar de eerste ploeg. Hij maakte zijn debuut in de A-kern op 1 april 2017 in een wedstrijd tegen KVRS Waasland - SK Beveren toen hij in de 80e minuut Roman Bezoes mocht vervangen. Zijn eerste doelpunt voor de club maakte hij op 19 mei tegen KV Mechelen. In diezelfde wedstrijd, die eindigde op 7-0, maakte hij ook zijn tweede en derde doelpunt voor Sint-Truiden, waarmee hij eveneens zijn eerste hattrick afleverde.
In het seizoen 2017-2018 kon Abrahams die goede start moeilijk doortrekken. Hij kreeg slechts 140 speelminuten, verspreid over zeven invalbeurten in de competitie en één basisplaats in de Beker van België tegen KV Oostende. Op 21 augustus 2018 trok hij daarom naar KVC Westerlo.

### Statistieken
| Seizoen                    | Club              | Land           | Competitie      | Competitie | Competitie | Beker | Beker | Totaal | Totaal |
| Seizoen                    | Club              | Land           | Competitie      | Wed.       | Dlp.       | Wed.  | Dlp.  | Wed.   | Dlp.   |
| -------------------------- | ----------------- | -------------- | --------------- | ---------- | ---------- | ----- | ----- | ------ | ------ |
| 2016/17                    | Sint-Truidense VV | België         | Eerste klasse A | 7          | 3          | –     | –     | 7      | 3      |
| 2017/18                    | Sint-Truidense VV | België         | Eerste klasse A | 7          | 0          | 1     | 0     | 8      | 0      |
| 2018/19                    | KVC Westerlo      | België         | Eerste klasse B | 26         | 7          | 0     | 0     | 26     | 7      |
| Carrièretotaal             | Carrièretotaal    | Carrièretotaal | Carrièretotaal  | 40         | 10         | 1     | 0     | 41     | 10     |
| Bijgewerkt op 8 april 2019 |                   |                |                 |            |            |       |       |        |        |